# Весёлый Кут (Кропивницкий район)
Весёлый Кут (укр. Веселий Кут) — село в Дмитровской сельской общине Кропивницкого района Кировоградской области Украины.
До 2020 года входило в Знаменский район
Население - ↘104 человека. Население по переписи 2001 года составляло 296 человек. Почтовый индекс — 27425. Телефонный код — 5233. Занимает площадь 3,959 км². Код КОАТУУ — 3522281502.